# Woordvolgorde
De term woordvolgorde verwijst in de taalkunde in het algemeen naar de verschillende manieren waarop constituenten worden gerangschikt en onderling samenhangen. In sommige - met name analytische - talen is de volgorde van woorden en zinsdelen in hoge mate bepalend voor de betekenis van de zin als geheel, in andere - met name synthetische - talen wordt deze betekenis in de eerste plaats weergegeven door middel van uitgangen en verbuiging. Een combinatie van deze twee dingen - een vaste woordvolgorde en veel morfologische uitgangen - komt slechts sporadisch voor (bijvoorbeeld in het Farsi).
| Woord- volgorde                                                                  | Nederlands voorbeeld | Percentage van alle talen | Voorbeeldtalen                                                                        |
| -------------------------------------------------------------------------------- | -------------------- | ------------------------- | ------------------------------------------------------------------------------------- |
| SOV                                                                              | "Zij hem ziet."      | 45%                       | Bengaals, Hindi-Urdu, Japans, Koreaans, Latijn, Oudgrieks, Perzisch, Sanskriet, Turks |
| SVO                                                                              | "Zij ziet hem."      | 42%                       | Chinees, Engels, Frans, Hausa, Italiaans, Nederlands, Maleis, Russisch, Spaans        |
| VSO                                                                              | "Ziet zij hem."      | 9%                        | Arabisch, Bijbels Hebreeuws, Filipijns, Iers, Toeareg, Welsh                          |
| VOS                                                                              | "Ziet hem zij."      | 3%                        | Malagasitalen, Baure, Car                                                             |
| OVS                                                                              | "Hem ziet zij."      | 1%                        | Apalaí, Hixkaryana, Klingon                                                           |
| OSV                                                                              | "Hem zij ziet."      | 0%                        | Warau, Kabardijns                                                                     |
| Frequentie van woordvolgordes in talen bestudeerd door Russell S. Tomlin in 1986 |                      |                           |                                                                                       |

Er bestaat in ieder geval een soort universele tendens om het onderwerp voorop in de zin te plaatsen. Ook bestaat er over het algemeen een voorkeur voor de bedrijvende vorm. De volgorde van bepaalde woordsoorten blijkt eveneens aan regels gebonden. Zo staan het bijvoeglijk naamwoord en het telwoord in de meeste talen voor het zelfstandig naamwoord.
Alle talen hanteren een of meer van de volgende zes woordvolgordes als de standaardnorm.
S= Subject of onderwerp · O= Object · V= Verb, werkwoord
- SOV-volgorde (deze komt het meest voor)
- SVO-volgorde
- VSO-volgorde
- VOS-volgorde
- OSV-volgorde
- OVS-volgorde (in slechts enkele kleine talen)

## Het vaststellen van de standaardwoordvolgorde
Het bepalen van de vaste volgorde van onderwerp, werkwoord en object in een taal is niet altijd even makkelijk. Ten eerste delen niet alle talen woorden op in precies dezelfde lexicale categorieën. Ook is de volgorde van woorden en zinsdelen deels afhankelijk van de context. In het Nederlands worden in de hoofdzin en bijzin verschillende standaardwoordvolgordes gehanteerd. In het Latijn wordt de SOV-volgorde overal behalve in de poëzie als de standaard gehanteerd. Ook komt de volgorde van de bedrijvende vorm vaak niet overeen met die van de lijdende vorm. Het Russisch hanteert bijvoorbeeld in transitieve zinnen de SVO-volgorde als standaard, terwijl in intransitieve zinnen de volgorde zowel SV als VS kan zijn. Om de basiswoordvolgorde van een taal met zekerheid te kunnen bepalen, moet een zin die als uitgangspunt wordt genomen in het algemeen aan de volgende voorwaarden voldoen:
- De zin moet declaratief zijn.
- De zin moet een hoofdzin zijn.
- Zowel het subject als het object van de zin moeten nominale argumenten zijn.
- De zin moet in pragmatisch opzicht neutraal zijn. Dit wil zeggen dat geen enkel zinsdeel om de een of andere reden extra veel nadruk krijgt, waardoor het meer naar voren wordt gehaald (zie ook topicalisatie).

Met name in de gesproken taal wordt van de laatste twee voorwaarden nogal eens afgeweken. Van de argumenten in een hoofdzin bevat er meestal minstens één een persoonlijk voornaamwoord. Verder is het moeilijk na te gaan of een zin echt "pragmatisch neutraal" is. In een Nederlandse zin als Die man hebben ze vermoord! is dat duidelijk niet het geval, maar andere talen hanteren deze OVS-volgorde gewoon als standaard. Soms komt het ook voor dat een taal meer dan één volgorde als standaard hanteert.